# یلوه راه‌راه
یلوه راه‌راه (نام علمی: Aenigmatolimnas marginalis) نام یک گونه از تیره یلوگان است.